# Welche Farbe hat der Sonnenschein?
Chansons représentant la Suisse au Concours Eurovision de la chanson
Io così non ci sto
(1983) Piano, piano
(1985)
Welche Farbe hat der Sonnenschein? (en français De quelle couleur est le soleil ?) est la chanson représentant la Suisse au Concours Eurovision de la chanson 1984. Elle est interprétée par Rainy Day.
La chanson est la dix-septième de la soirée, suivant Hengaillaan interprétée par Kirka pour la Finlande et précédant I treni di Tozeur interprétée par Alice et Franco Battiato pour l'Italie.
À la fin des votes, elle obtient 30 points et finit à la seizième place sur dix-neuf participants.